# 高木邦格
高木 邦格（たかぎ くにのり、1957年 - ）は、日本の大学理事長。学校法人国際医療福祉大学理事長、医療法人財団順和会山王病院理事長、医療法人社団高邦会（こうほうかい）高木病院、福岡山王病院理事長。

## 人物
1957年（昭和32年）福岡県生まれ。東京医科大学卒業、同大学大学院博士課程修了。医学博士、当人の学位審査論文は国会図書館データベースで確認できない。大田原市名誉市民。一般社団法人全国リハビリテーション学校協会理事長、一般社団法人リハビリテーション教育評価機構副理事長、日本私立大学協会理事、公益社団法人全国老人保健施設協会理事、一般社団法人栃木県老人保健施設協会副会長、公益社団法人日本理学療法士協会顧問、中国リハビリテーション研究センター客員教授など。
厚生労働大臣表彰、外務大臣表彰、モンゴル国「北極星勲章」受章。
国内で病院、リハビリ施設、介護老人保健施設、重症心身障害児童施設、医療従事者養成校などを経営する。1995年（平成7年）に国際医療福祉大学を設立して当時史上最年少で大学創設理事長となる。2017年（平成29年）に国家戦略特区制度を利用して、千葉県成田市に医学部を新設する。私立医科大学では学費が最も安価で、学生の7人に1人は留学生で1 - 2年次は大多数の科目を英語で講義する。6年次に4週間の海外実習、90週の診療参加型臨床実習などを課す。東京の山王病院などを継承してグループとする。

### 経歴
高木家は1910年（明治43年）に福岡県大川市で「高木眼科医院」を開院し、1968年（昭和43年）に大川市内酒見で父の維彦（これひこ）が「高木病院」を設立して専門とする消化器外科を中心に運営した。
邦格は麻布高校、東京医科大学を卒業し、学生時代から父親の経営する医療施設の運営に携わる。1995年（平成7年）に栃木県大田原市で国際医療福祉大学を設立して理事長となる。1996年（平成8年）に山王病院理事長となり2000年に全室個室の新病棟を開業する。2002年（平成14年）に国立熱海病院を譲受して医・歯学部がない私立大学として初の附属病院「国際医療福祉大学附属熱海病院」を開設する。2005年（平成17年）に東京専売病院を継承した「国際医療福祉大学三田病院」は、2015年にJCI (Joint Commission International) 認証を取得する。2020年3月に国際医療福祉大学成田病院を千葉県成田市に開設した。
2018年9月にベトナム国立チョーライ病院と共同事業で、ホーチミン市内にベトナム初の日本式人間ドックサービスを提供するドック健診センターHECIを開設し、画像検査や病理検査は三田病院と成田病院の遠隔画像診断センターと専用回線で接続し、日本人医師がダブルチェックする。

### 運営する主な法人
高木が運営するこれら法人群は、「国際医療福祉大学・高邦会グループ」または「IHWグループ」と総称される。
- 医療法人社団 高邦会（福岡県）- 高木病院（福岡県大川市）、柳川リハビリテーション病院（福岡県柳川市）、福岡山王病院（福岡県福岡市）など
- 社会福祉法人 高邦福祉会（福岡県）
- 学校法人 高木学園（福岡県）- 専門学校柳川リハビリテーション学院（福岡県柳川市）、福岡国際医療福祉大学（福岡県福岡市）、大川看護福祉専門学校（福岡県大川市）
- 学校法人 国際医療福祉大学（栃木県）- 国際医療福祉大学（栃木県）のキャンパスとして大田原キャンパス（栃木県大田原市）、小田原キャンパス（神奈川県小田原市）、東京赤坂キャンパス（東京都港区）、成田キャンパス（千葉県成田市）、大川キャンパス（福岡県大川市）、福岡キャンパス（福岡県福岡市）。附属病院として国際医療福祉大学病院（栃木県那須塩原市）、国際医療福祉大学塩谷病院（栃木県矢板市）、国際医療福祉大学熱海病院（静岡県熱海市）、国際医療福祉大学三田病院（東京都港区）、国際医療福祉大学市川病院（千葉県市川市）、国際医療福祉大学成田病院（千葉県成田市）
- 社会福祉法人 邦友会（栃木県）
- 医療法人財団 順和会（東京都）[28] - 山王病院、山王バースセンター、山王メディカルセンター、赤坂山王メディカルセンター（いずれも東京都港区）

## 著作
- 『よみがえれ、日本の医療』中央公論新社、日野原重明と共著